# Centrale de Riazan
La centrale thermique de Ryazan est une centrale thermique située dans l'oblast de Riazan en Russie.